# Henry Ramírez
Henry Ramírez es un deportista colombiano que compitió en taekwondo. Ganó una medalla de bronce en los Juegos Panamericanos de 1991, y una medalla de plata en el Campeonato Panamericano de Taekwondo de 1992.

## Palmarés internacional
| Juegos Panamericanos    | Juegos Panamericanos              | Juegos Panamericanos | Juegos Panamericanos |
| Año                     | Lugar                             | Medalla              | Categoría            |
| ----------------------- | --------------------------------- | -------------------- | -------------------- |
| 1991                    | La Habana (Cuba)                  | Medalla de bronce    | –83 kg               |
| Campeonato Panamericano |                                   |                      |                      |
| Año                     | Lugar                             | Medalla              | Categoría            |
| 1992                    | Colorado Springs (Estados Unidos) | Medalla de plata     | –83 kg               |